# 楊晚亭
楊晚亭，前澳門工運領袖，政治人物。原創音樂人，「澳門人協會」理事長，前新澳門學社成員，「澳人傳媒」社長，「守護澳人」發起人，「澳門電子競技協會」主席，「澳門博彩最前線」理事長，曾於澳門發起多次關於博彩從業員的工業行動。2015末，楊晚亭突然辭去多項職務，接着在政壇上消失，原因不詳。後來在2017年立法會選舉中，再次低調現身於民主昌澳門，民主新動力競選團隊為吳國昌，區錦新助選。

## 政治參與
2013年以「自由新澳門」（即學社周鄭團隊）名義參加立法會選舉，名單中排行第三。依「改良」漢狄法，結果得票806.75票。

## 工業行動
2013年8月11日，以「澳門博彩最前線」組織名義發起「反對外地生留澳工作（保飯碗）大遊行」，人數約為五百人。
2013年10月10日，以「澳門博彩最前線」組織名義發起「反對輸入外勞莊荷遊行」，也是澳門歷來最大規模的博彩從業員遊行。警方稱遊行人數為三千人，而主辦單位稱人數約一萬人。
2014年1月24日，以「澳門博彩最前線」組織名義，協助與組織英皇娛樂酒店員工發起罷工，勞資雙方進行兩次談判後，最終資方承諾會接受勞方所有的要求，並作出合理的補償。 
2014年3月2日，以「澳門博彩最前線」組織名義發起「反對博企惡性膨脹，禁為外勞鋪路大遊行」，警方稱遊行人數為一千三百人，而主辦單位稱人數約三千人。
澳門博彩８２５事件發起人，工潮持續三個月，曾多次向數間博企要求改善前線博彩從業員薪酬待遇的行動，其中有五間博企因受８２５事件影響，在員工福利上有所改善。８２５事件對整個澳門博彩業的勞資關係得到改變。 

## 其他事件
2001年，在澳門獲得第一屆「全澳音樂機王大賽」青年組冠軍。
2003年，在香港獲得「世界電子競技大賽反恐精英」地區賽季軍。
2013年12月25日，在中國獲得全國音樂電子競技「節奏大師」大賽亞軍，當地媒體報導指出，共有超過10萬人次參與了此次比賽的海選賽。

## 外部連結
- 楊晚亭Facebook帳號